# Chungking Mansions

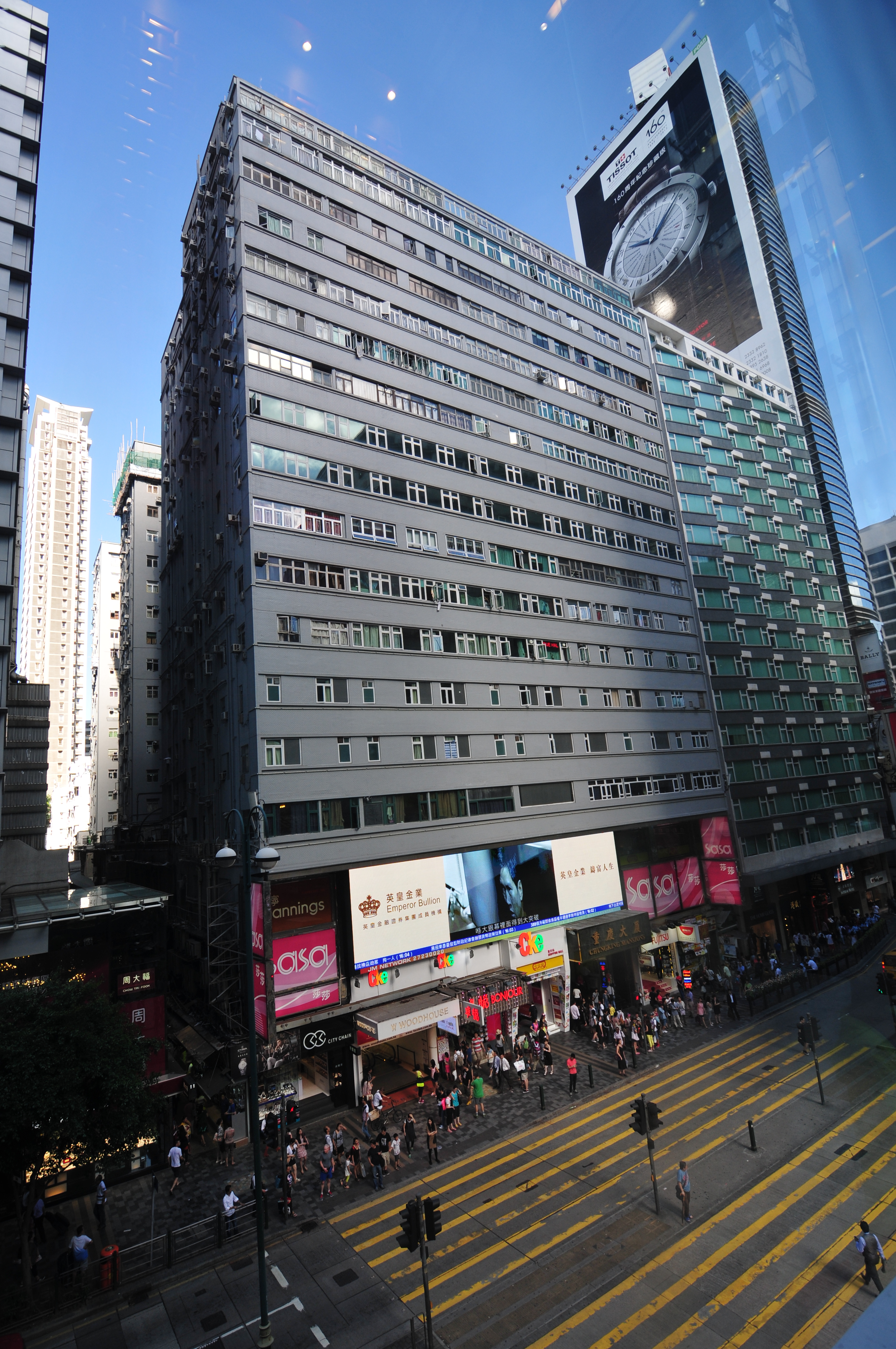
El edificio en 2013.

Chungking Mansions es un edificio ubicado en Nathan Road, en el barrio de Tsim Sha Tsui, península de Kowloon, Hong Kong. El edificio es conocido como uno de los lugares donde se puede encontrar el alojamiento más barato de Hong Kong. Aunque su destino es supuestamente residencial, está compuesto por una serie de hoteles de bajo costo, tiendas y otros servicios. La inusual atmósfera del recinto ha sido comparada en ocasiones con la extinta Ciudad amurallada de Kowloon.
El edificio fue terminado en 1961, tiempo en que predominaban residentes chinos. Hoy, tras más de cinco décadas de uso, hay alrededor de 4000 personas viviendo en Chungking Mansions.